# آنجلو کایمو
آنجلو کایمو (انگلیسی: Angelo Caimo; ۱۴ ژوئیهٔ ۱۹۱۴ – ۱۰ مهٔ ۱۹۹۸) بازیکن فوتبال اهل ایتالیا بود.
از باشگاه‌هایی که در آن بازی کرده‌است می‌توان به باشگاه فوتبال اینتر میلان و باشگاه فوتبال نووارا اشاره کرد.